# Piper PA-32

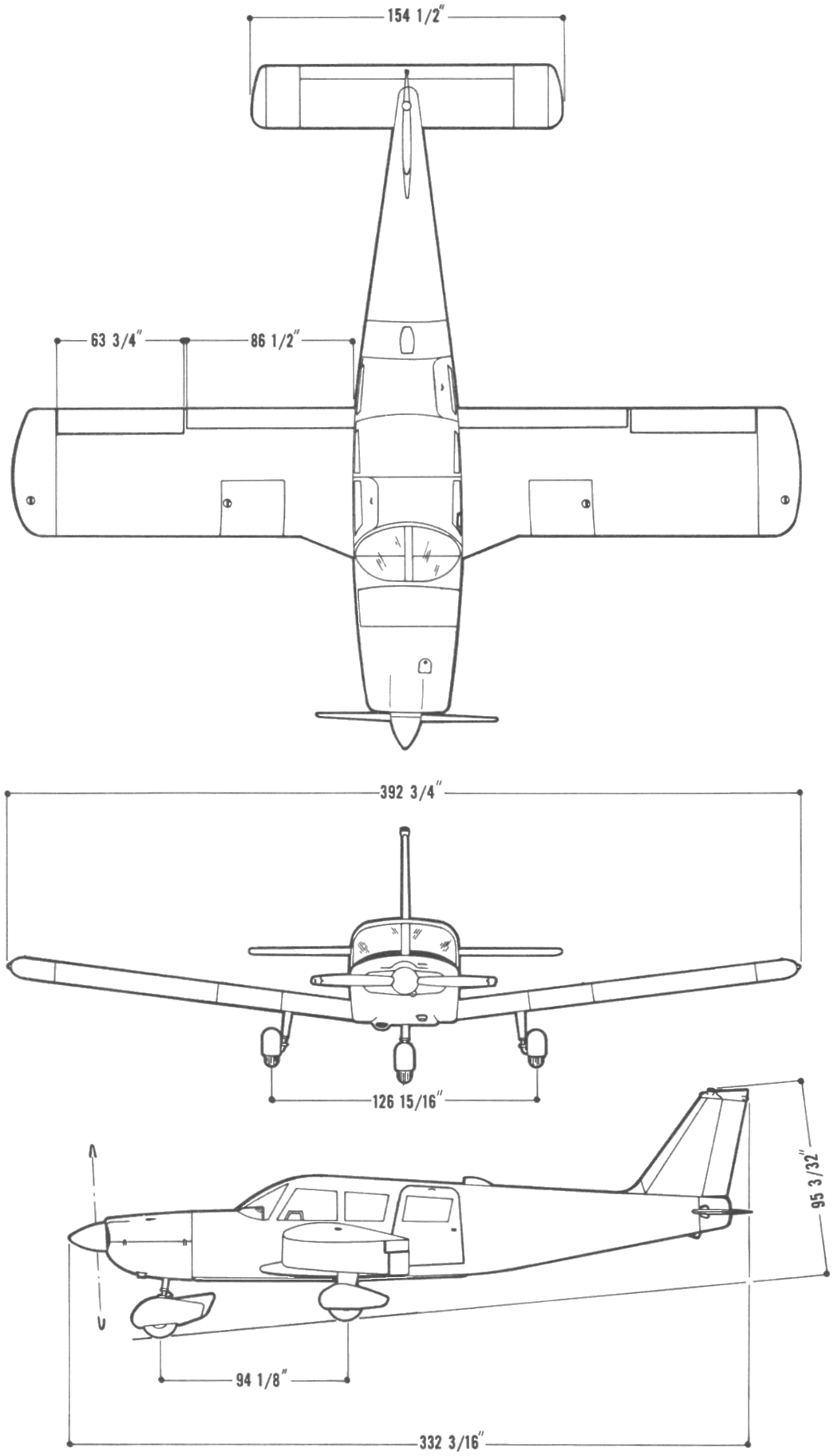
Piper PA-32-260 Cherokee Six

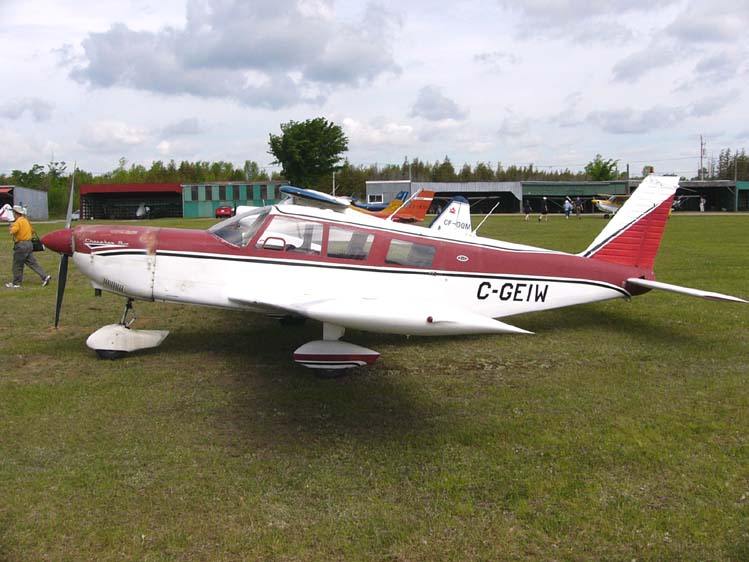
un Piper PA-32-260 Cherokee Six, modèle de 1966

Le Piper PA-32 Cherokee Six désigne une série d'avions légers de six ou sept places à train fixe, qui furent construits aux États-Unis par Piper Aircraft de 1965 à 2007,.

## Développement
La série des PA-32 débuta en 1965 avec le PA32-260 Cherokee Six de 260 ch, un PA-28 Cherokee fortement modifié de six ou sept places,.
Le Cherokee Six et ses successeurs disposent d'un compartiment à bagages entre le cockpit et le moteur et une large double porte à l'arrière, permettant un accès aisé aux passagers et aux bagages.

### PA-32-300
Beaucoup de pilotes trouvaient que les premiers Cherokee Six de 260 ch étaient sous-motorisés. Piper obtint donc une certification de type FAA pour une version de 300 ch, désignée PA-32-300, le 27 mai 1966. Il fut vendu par la société en tant que modèle de 1967.

### PA-32R
L'ajout d'un train rentrant en 1975 donna lieu au premier appareil de la série des Piper PA-32R, avions de luxe à hautes performances, nommé Piper Lance,.
La transition des Piper Cherokee vers des ailes effilées, donna lieu à une aile modifiée pour les PA-32. Cette version modifiée des Cherokee Six fut nommée Saratoga et débuta en 1980. En raison de soucis de rentabilité et de conditions économiques, l'industrie de l'aviation légère déclina au début des années 1980 et la production des Saratoga prit fin en 1985.

### Piper 6X
À la suite du General Aviation Revitalization Act de 1994, la production des Saratoga à train rentrant reprit en 1995. Un PA-32 à train fixe fut réintroduit en 2003 sous le nom de Piper 6X, ou 6XT pour sa version à turbocompresseur. Les ventes de ces appareils ne remplirent pas les attentes et la production cessa fin 2007.

### Prototype du PA-34
Piper construit un prototype de PA32-260 avec des Lycoming IO-360 montés sur les ailes. Ce trimoteur était destinée à démontrer la faisabilité d'une bimoteur à train rentrant du Cherokee Six, le PA-34 Seneca.

## Variantes
PA-32-250 Cherokee Six
Prototype équipé d'un Lycoming O-540 de 250 ch, deux exemplaires produits.
PA-32-260 Cherokee Six
Variante de série équipé d'un Lycoming O-540-E4B5 de 260 ch.
PA-32-260 Cherokee Six B
Modèle de 1969 avec un volume de cabine augmenté.
PA-32-260 Cherokee Six C
Modèle de 1970 avec des modifications mineures.
PA-32-260 Cherokee Six D
Modèle de 1971 avec des modifications mineures.
PA-32-260 Cherokee Six E
Modèle de 1972 avec un intérieur et un tableau de bord modifiés (noter que les lettres des modèles ne sont plus utilisées après 1972).
PA-32-300 Cherokee Six
Variante dotée d'un Lycoming O-540-K de 300 ch, nommée Piper Six 300 après 1979.
PA-32-300 Cherokee Six B
Modèle de 1969 avec un tableau de bord modifié.
PA-32-300 Cherokee Six C
Modèle de 1970.
PA-32-300 Cherokee Six D
Modèle de 1971.
PA-32-300 Cherokee Six E
Modèle de 1972 (noter que les lettres des modèles ne sont plus utilisées après 1972).
PA-32-300LD
Variante expérimentale à traînée réduite pour une meilleure consommation de carburant, un exemplaire construit.
PA-32S-300 Seaplane Version
Version sur flotteurs montés en usine, seulement quelques exemplaires construits.
PA-32-301 Saratoga
Variante d'après 1980 équipée d'un Lycoming IO-540-K1G5 de 300 ch.
PA-32-301T Turbo Saratoga
Saratoga équipé d'un Lycoming TIO-540-S1AD turbocompressé et à refroidissement modifié.
PA-32-3M
Prototype de trimoteur (avec deux Lycoming O-235 de 115 ch sur les ailes) pour le développement du PA-34 Seneca.

## Dans la culture
- 1989 : Dans le long métrage Itinéraire d'un enfant gâté, l'avion qui dépose Jean-Paul Belmondo en Polynésie française est un Piper PA-32-260 immatriculé F-OCQS[5],[6].
- 16 juillet 1999 : L'appareil à bord duquel trouvent la mort John Fitzgerald Kennedy, Jr., son épouse Carolyn Bessette et sa belle-sœur Lauren Bessette, au large de Martha's Vineyard, est un Piper PA-32R Saratoga (Accident mortel de John F. Kennedy Jr.).